# Чемпионат Советской Республики по тяжёлой атлетике 1918
1-е лично-командное первенство Советской Республики проходило с 14 по 17 марта 1918 года в зале «Тур-Ферейн» на Цветном бульваре, в Москве (РСФСР). В нём принял участие 15 атлетов в 5 весовых категориях. Программа состояла из пятиборья (жим, рывок одной рукой, рывок двумя руками, толчок одной рукой и толчок двумя руками).

## Медалисты
| Категория     | Золото                                            | Золото   | Серебро                                              | Серебро  | Бронза                                                   | Бронза   |
| До 60 кг      | Александр Бухаров «Сантос» (Москва)               | 375,8 кг | Лямин Борис «Сантос» (Москва)                        | 300,6 кг | Соколов Виктор Киев                                      | 288,2 кг |
| До 67,5 кг    | Сиполь Иоган Замоскворецкий клуб спорта (Москва)  | 357,9 кг | Нецветаев Леонид «Спарта» (Москва)                   | 349,1 кг | Воробьёв Сергей Русское гимнастическое общество (Москва) | 334,0 кг |
| До 75 кг      | Спарре Ян Замоскворецкий клуб спорта (Москва)     | 454,5 кг | Зубов Иван «Сантос» (Москва)                         | 350,3 кг | Михеев Николай Русское гимнастическое общество (Москва)  | 322,9 кг |
| До 82,5 кг    | Фрейберг Карл Замоскворецкий клуб спорта (Москва) | 415,4 кг | Гейнце Альберт «Сантос» (Москва)                     | 388,7 кг | Арендт Георг Замоскворецкий клуб спорта (Москва)         | 302,2 кг |
| Свыше 82,5 кг | Суслов Иван Замоскворецкий клуб спорта (Москва)   | 386,2 кг | Норман Александр Замоскворецкий клуб спорта (Москва) | 344,6 кг |                                                          |          |